# Musikjahr 1903
Liste der Musikjahre

◄◄ | ◄ | 1899 | 1900 | 1901 | 1902 | Musikjahr 1903 | 1904 | 1905 | 1906 | 1907 | ► | ►►

Weitere Ereignisse
Dieser Artikel behandelt das Musikjahr 1903.

## Ereignisse
- 24. September: Das von William Randolph Hearst gestiftete und im Stil eines griechischen Amphitheaters erbaute William Randolph Hearst Greek Theatre an der University of California, Berkeley, wird offiziell eröffnet.
- 25. September: Mit einer Aufführung des Tannhäuser von Richard Wagner wird das neue Stadttheater in Bern eingeweiht.
- 02. November: Am New Yorker Broadway öffnet das Lyceum-Theater, das als erstes Gebäude eine komplette elektrische Beleuchtung aufweist und bis in die Gegenwart ständig bespielt wird.
- Am Columbus Circle 5, dem heutigen Standort des Deutsche Bank Center in Manhattan, New York City, wird das Majestic Theatre eröffnet.

## Instrumentalmusik
- 10. Februar: Uraufführung der Prélude in g-Moll von Sergei Wassiljewitsch Rachmaninow in Moskau.
- 11. Februar: Mit der Sinfonie Nr. 9 d-Moll wird in Wien das letzte unvollendete Werk Anton Bruckners in der überarbeiteten Version von Ferdinand Löwe zur Uraufführung gebracht.
- 08. März: Uraufführung der Rumänische Rhapsodien von George Enescu im Bukarester Athenäum unter der Leitung des Komponisten.
- 07. Juni: In Karlsruhe findet die Uraufführung der dramatischen Sinfonie Ilsebill. Das Märlein vom Fischer und seiner Frau von Friedrich Klose statt.
- 08. Oktober: Im Kopenhagener Odd Fellow Palæet wird Carl Nielsens Helios-Ouvertüre unter Leitung von Johan Svendsen uraufgeführt.
- Serenade für Violoncello und Orchester op. 37 (1903) von Nikolai Andrejewitsch Rimski-Korsakow.
- Klaviersonate Nr. 4 von Alexander Nikolajewitsch Skrjabin.
- Irische Rhapsodie Nr. 2 f-Moll op. 84 The Lament for the Son of Ossian von Charles Villiers Stanford.
- Suite Nr. 1 C-Dur op. 9 von George Enescu.
- Klaviersuite Nr. 2 D-Dur op. 10 von Enescu.
- Präludium und Fuge von Enescu.
- Fantastické scherzo (Fantastisches Scherzo) op. 25 von Josef Suk.
- Klavierstücke Drei Stücke in Form einer Birne von Erik Satie in Paris.

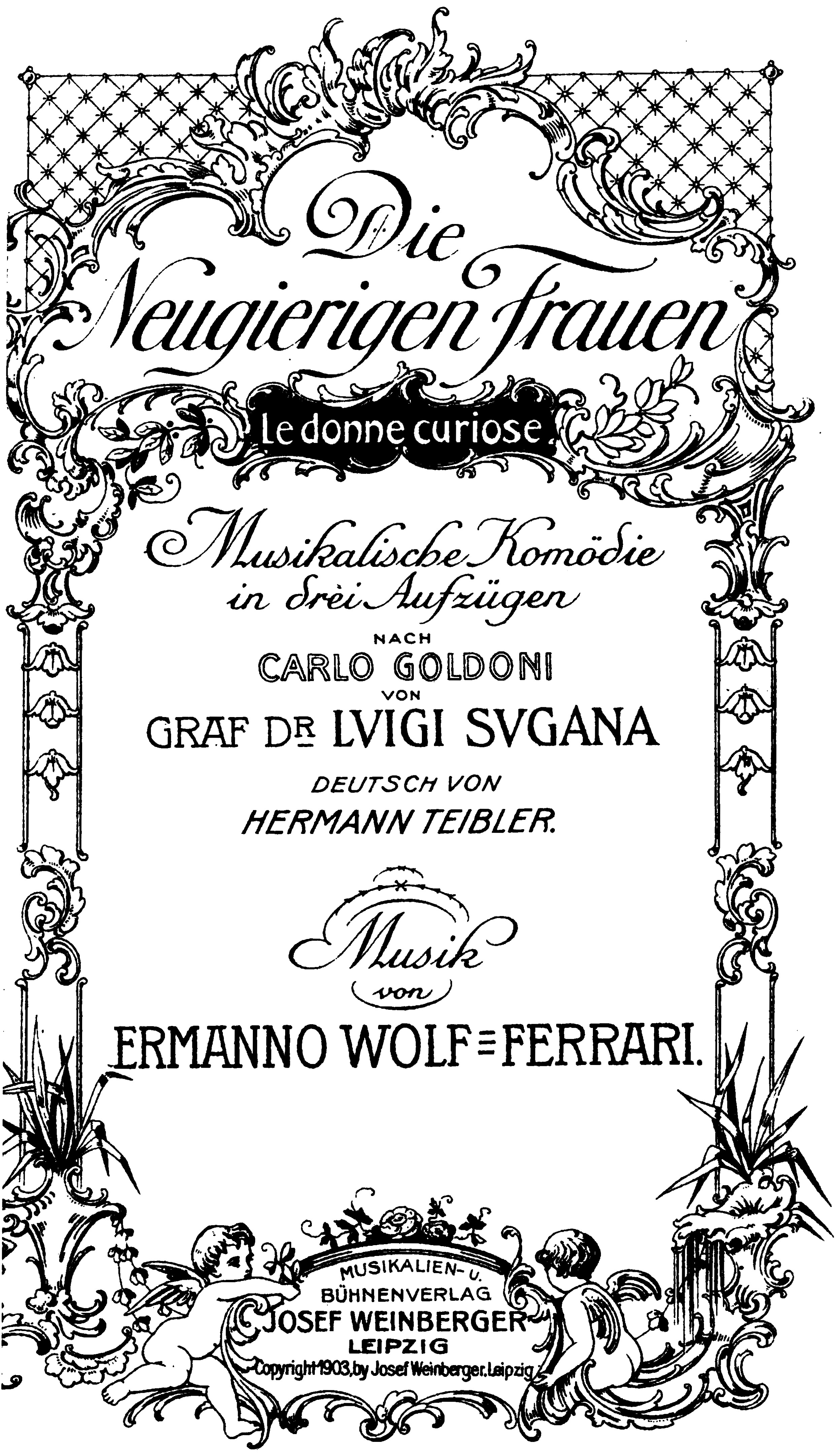
Ermanno Wolf-Ferrari – Die neugierigen Frauen – Titelseite des Librettos – Leipzig 1903

## Musiktheater
- 19. Januar: Uraufführung der Oper Het Eerekruis von Cornelis Dopper in Amsterdam
- 09. Februar: Szenische Erstaufführung des Oratoriums Marie-Magdeleine von Jules Massenet in Nizza
- 20. Februar: Uraufführung der Operette Bruder Straubinger von Edmund Eysler am Theater an der Wien in Wien
- 03. März: Uraufführung der Operette Schön Lorchen von Robert Stolz in Salzburg.
- 09. Mai: Uraufführung der Operette Frühlingsluft mit Musik des rund 30 Jahre davor verstorbenen Komponisten Josef Strauss im Sommertheater Venedig in Wien im Wiener Prater
- 30. August: Uraufführung der Oper A Guest of Honor von Scott Joplin in East St. Louis
- 01. Oktober: Uraufführung der Oper Alpenkönig und Menschenfeind von Leo Blech an der Dresdner Hofoper
- 15. November: Am Neuen Deutschen Theater in Prag wird die Oper Tiefland von Eugen d’Albert mit dem Libretto von Rudolf Lothar unter der Leitung von Leo Blech uraufgeführt.
- 17. November: Uraufführung der Oper Mademoiselle Fifi von César Cui in Moskau
- 27. November: Uraufführung der Oper Le donne curiose von Ermanno Wolf-Ferrari in München
- 19. Dezember: Uraufführung der Oper Siberia von Umberto Giordano in Mailand
- 24. Dezember: erste szenische Aufführung von Richard Wagners Parsifal außerhalb des Bayreuther Festspielhauses an der Metropolitan Opera in New York

## Geboren

### Januar bis März
- 05. Januar: Leighton Lucas, englischer Komponist und Dirigent († 1982)
- 05. Januar: Eduardo Sáinz de la Maza, spanischer Komponist und Gitarrist († 1982)
- 06. Januar: Maurice Abravanel, US-amerikanischer Dirigent († 1993)
- 07. Januar: Carlos Di Sarli, argentinischer Tangomusiker († 1960)
- 07. Januar: Wladimir Wlassow, russischer Komponist († 1986)
- 10. Januar: Jean Paul Morel, US-amerikanischer Dirigent und Musikpädagoge († 1975)
- 14. Januar: Mario Enrique Cantù, argentinischer Komponist und Musikkriti ker († 1961)
- 18. Januar: Berthold Goldschmidt, deutscher Komponist († 1996)
- 18. Januar: Luis Petrucelli, argentinischer Bandoneonist, Bandleader und Tangokomponist († 1941)
- 19. Januar: Boris Blacher, deutscher Musikwissenschaftler und Komponist († 1975)
- 19. Januar: Hannah Sylvester, US-amerikanische Bluessängerin († 1973)
- 23. Januar: Ivan Galamian, Violinpädagoge († 1981)
- 27. Januar: Silvia Șerbescu, rumänische Pianistin und Musikpädagogin († 1965)
- 28. Januar: Julij Mejtus, ukrainischer Komponist († 1997)
- 03. Februar: Arie den Arend, niederländischer Komponist und Organist († 1982)
- 03. Februar: Frances James, kanadische Sopranistin und Musikpädagogin († 1988)

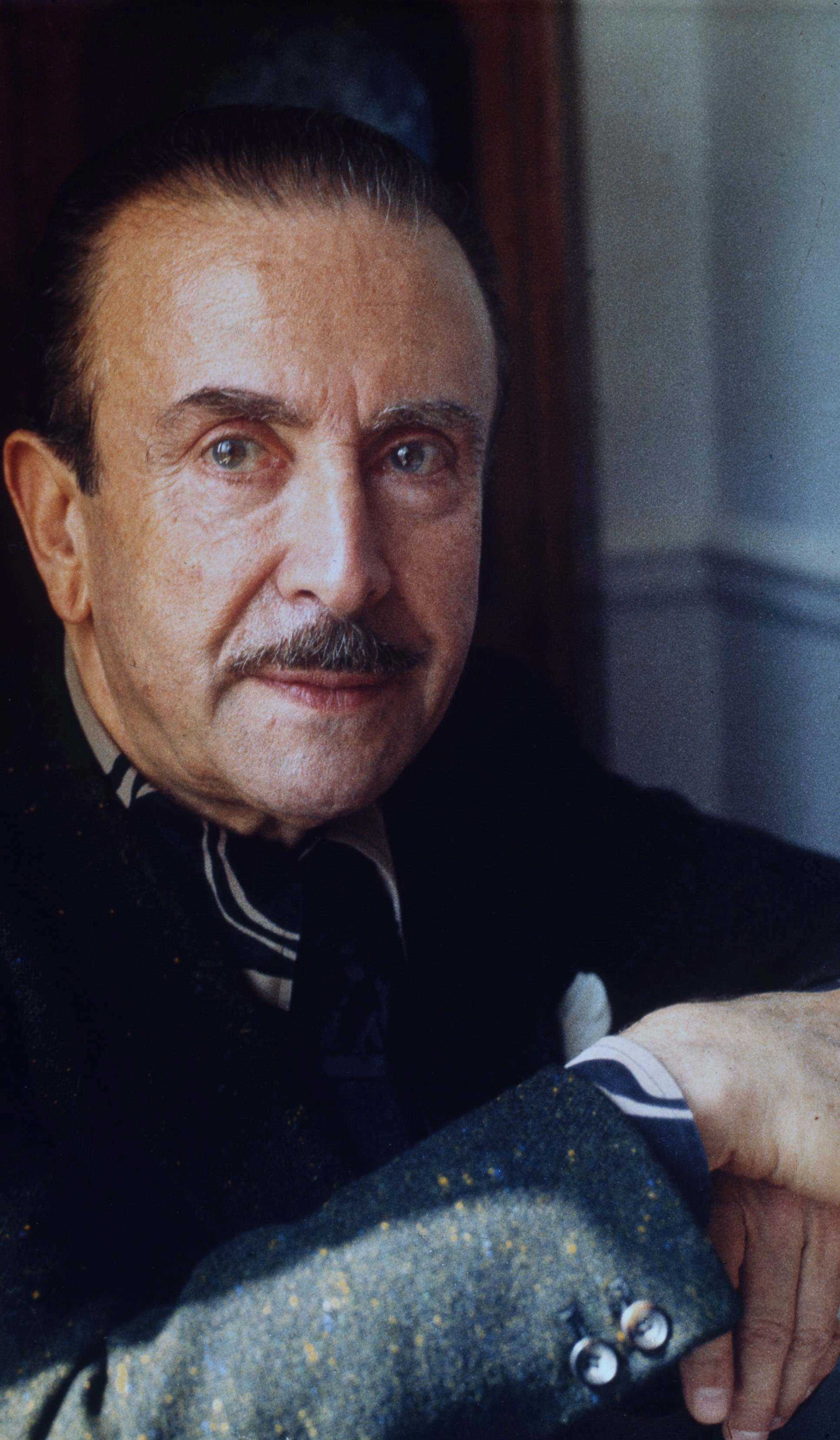
Claudio Arrau; * 6. Februar

- 06. Februar: Claudio Arrau, chilenischer Pianist († 1991)
- 08. Februar: Greta Keller, österreichische Chansonsängerin († 1977)
- 09. Februar: Georg Trexler, deutscher Kirchenmusiker, Musikpädagoge und Komponist († 1979)
- 12. Februar: Lincoln Maazel, US-amerikanischer Schauspieler und Sänger († 2009)
- 12. Februar: Fernand Oubradous, französischer Fagottist und Komponist († 1986)
- 14. Februar: Fritz Büchtger, deutscher Komponist († 1978)
- 19. Februar: Fred Hamel, deutscher Musikwissenschaftler († 1957)
- 19. Februar: Abel Meeropol, US-amerikanischer Songwriter und Schriftsteller († 1986)
- 20. Februar: Karel Janeček, tschechischer Komponist, Musikpädagoge und -theoretiker († 1974)
- 21. Februar: Scrapper Blackwell, US-amerikanischer Blues-Gitarrist († 1962)
- 21. Februar: Eric Fogg, britischer Komponist, Organist, Pianist und Dirigent († 1939)
- 22. Februar: Alexander Kelberine, russisch-US-amerikanischer Pianist († 1940)
- 22. Februar: Just Scheu, deutscher Komponist, Librettist, Schauspieler, Drehbuchautor u. a. m. († 1956)
- 23. Februar: Carroll Knudson, US-amerikanischer Musiker und Autor († 1969)
- 26. Februar: Jean Moscopol, rumänischer Sänger der Zwischenkriegszeit († 1980)
- 26. Februar: Glacho Sacharowi, georgischer Sänger († 1992)
- 01. März: Josef Freudenthal, deutsch-amerikanischer Musikverleger († 1964)
- 08. März: Avril Coleridge-Taylor, britische Pianistin, Dirigentin und Komponistin († 1988)
- 09. März: Wage Rudolf Soepratman, Komponist der indonesischen Nationalhymne Indonesia Raya († 1938)

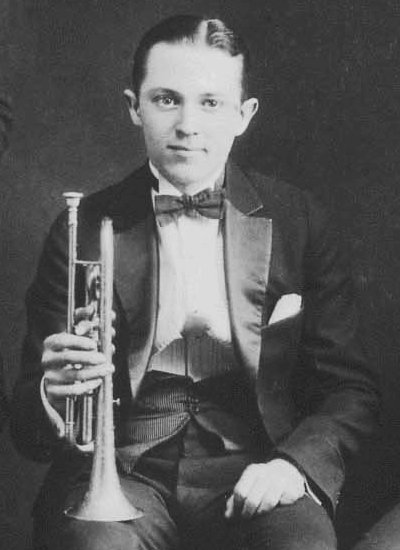
Bix Beiderbecke; * 10. März

- 10. März: Bix Beiderbecke, US-amerikanischer Jazz-Musiker und Kornettist († 1931)
- 14. März: Cousin Emmy, US-amerikanische Country-Sängerin, Entertainerin, Multiinstrumentalistin und Songwriterin († 1980)
- 15. März: Bernadene Hayes, US-amerikanische Schauspielerin und Sängerin († 1987)
- 19. März: Adolf Detel, deutscher Musikpädagoge und Chorleiter († 1995)
- 20. März: Arthur Kleiner, österreichisch-amerikanischer Filmkomponist († 1980)
- 24. März: Margot Rojas Mendoza, kubanische Pianistin und Musikpädagogin († 1996)
- 26. März: Paul Doyon, kanadischer Pianist und Organist († 1986)
- 26. März: Arno Vetterling, deutscher Kapellmeister und Komponist († 1963)

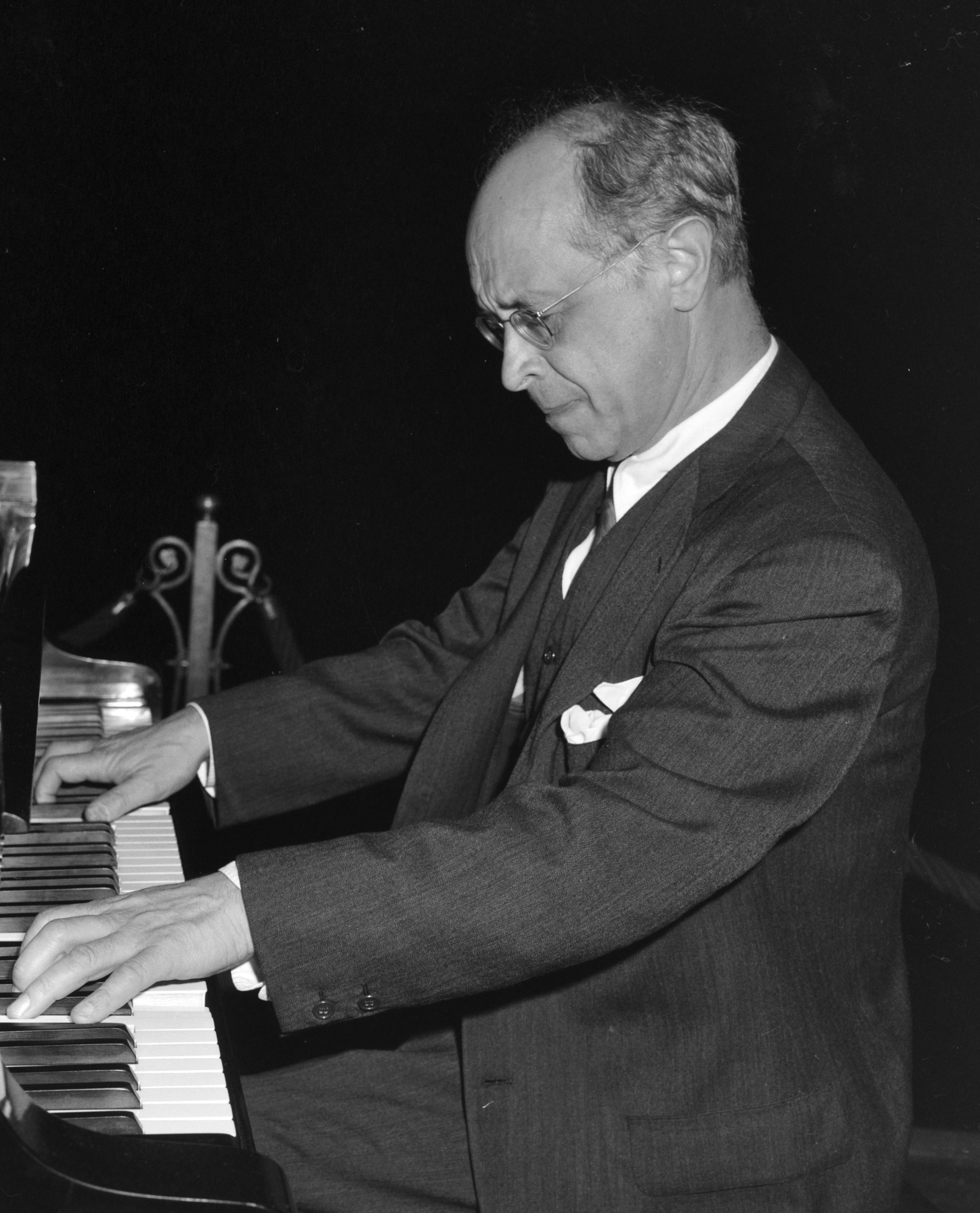
Rudolf Serkin; * 28. März

- 28. März: Rudolf Serkin, österreichischer Pianist († 1991)
- 29. März: Karl Andersen, norwegischer Cellist und Komponist († 1970)
- 29. März: Nerón Ferrazzano, argentinischer Cellist, Kontrabassist und Tangokomponist († 1977)

### April bis Juni
- 02. April: Gabriel Cusson, kanadischer Komponist und Musikpädagoge († 1972)
- 02. April: Dick Justice, US-amerikanischer Blues- und Folkmusiker († 1962)
- 03. April: Bubber Miley, US-amerikanischer Jazz-Musiker und Trompeter († 1932)
- 05. April: Franklyn Baur, US-amerikanischer Tenor († 1950)
- 05. April: Abel Fleury, argentinischer Gitarrist und Komponist († 1958)
- 12. April: Wilhelm Stauder, deutscher Musikwissenschaftler († 1981)
- 15. April: Carlos Viván, argentinischer Schauspieler, Tangosänger, -dichter und -komponist († 1971)
- 17. April: Nicolas Nabokov, russisch-amerikanischer Komponist († 1978)
- 17. April: Gregor Piatigorsky, US-amerikanischer Cellist († 1976)
- 22. April: Margaret Miller Brown, kanadische Pianistin und Musikpädagogin († 1970)
- 30. April: Héctor Artola, uruguayischer Tangokomponist und Arrangeur, Pianist, Bandoneonist und Bandleader († 1982)

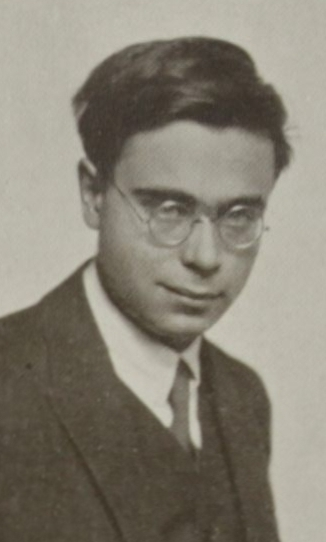
Günter Raphael; * 30. April

- 30. April: Günter Raphael, deutscher Komponist († 1960)
- 01. Mai: Jeanne Desjardins, Jeanne Desjardins († 1961)

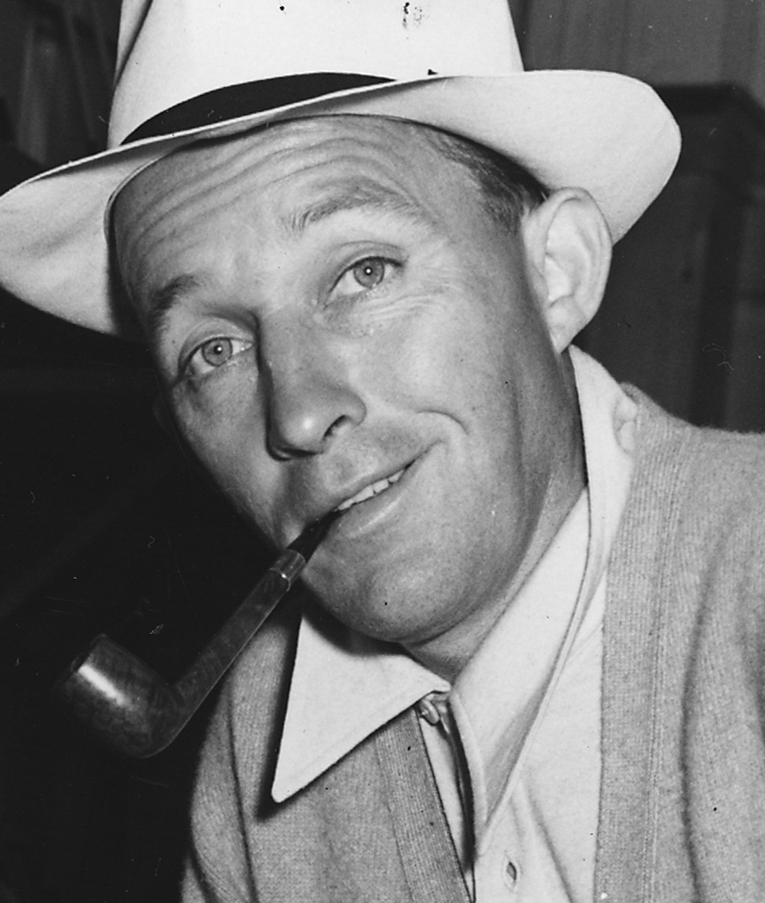
Bing Crosby; * 3. Mai

- 03. Mai: Bing Crosby, US-amerikanischer Sänger und Schauspieler († 1977)
- 12. Mai: Lennox Berkeley, englischer Komponist († 1989)
- 20. Mai: Jerzy Fitelberg, polnischer Komponist († 1951)
- 23. Mai: Walter Reisch, US-amerikanischer Drehbuchautor, Liedertexter und Filmregisseur österreichischer Herkunft († 1983)
- 25. Mai: Satō Yoshiko, japanische Opernsängerin der Taishō-Zeit († 1982)
- 28. Mai: Stephan Jaeggi, Schweizer Komponist und Dirigent († 1957)
- 04. Juni: Jewgeni Mrawinski, russischer Dirigent († 1988)

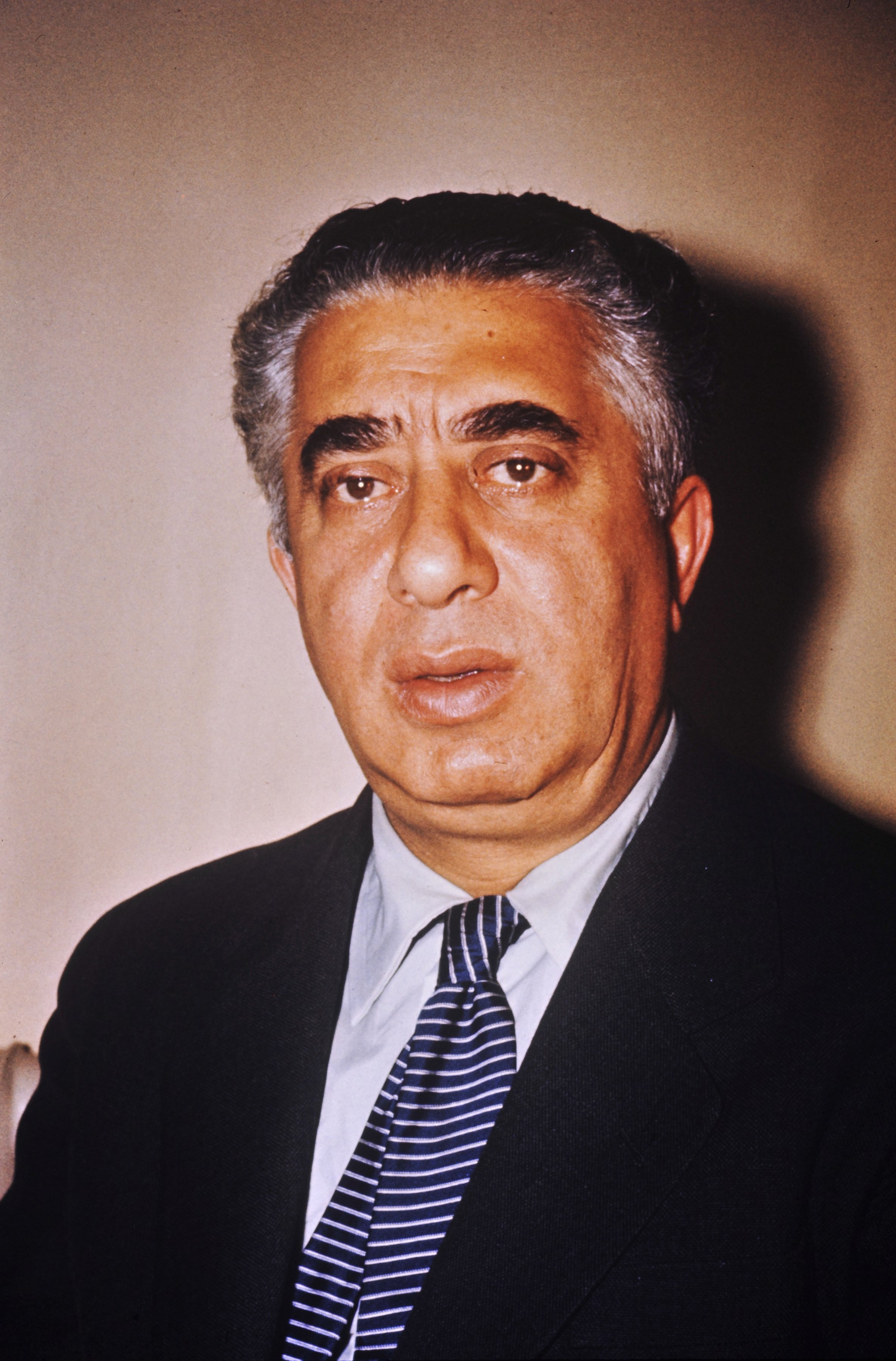
Aram Khatchatiurian; * 6. Juni

- 06. Juni: Aram Chatschaturjan, sowjetischer Komponist († 1978)
- 12. Juni: Emmett Hardy, US-amerikanischer Kornettist († 1925)
- 16. Juni: Kurt Strom, deutscher Komponist, Kapellmeister und Musikwissenschaftler († 1985)
- 25. Juni: Karl Meister, deutscher Komponist, Dirigent und Musikerzieher († 1986)
- 26. Juni: Hans Weisz, rumäniendeutscher Kirchenmusiker und Komponist († 1982)
- 29. Juni: Pietro Ferro, italienischer Komponist und Musikpädagoge († 1960)

### Juli bis September
- 03. Juli: Dick Robertson, US-amerikanischer Bigband-Sänger und Songwriter († 1979)
- 04. Juli: Flor Peeters, belgischer Komponist, Organist und Musikpädagoge († 1986)
- 16. Juli: Gerhard Ewald Rischka, deutscher Komponist, Musiker und Dirigent († 2004)
- 17. Juli: Helena Cortesina, spanische Tänzerin, Schauspielerin und Regisseurin († 1984)
- 17. Juli: Julio Perceval, argentinischer Komponist, Organist und Musikpädagoge († 1963)
- 18. Juli: Hans Decker, deutscher Opernsänger († 1980)
- 18. Juli: Zoltán Horusitzky, ungarischer Komponist, Pianist und Musikpädagoge († 1985)
- 21. Juli: Paul Baumgartner, Schweizer Pianist († 1976)
- 24. Juli: Robert Mills Delaney, US-amerikanischer Komponist und Musikpädagoge († 1956)
- 25. Juli: André Fleury, französischer Komponist, Pianist, Organist und Musikpädagoge († 1995)
- 26. Juli: Gérard Favere, belgischer Komponist und Dirigent († 1975)
- 27. Juli: Clive Douglas, australischer Komponist, Musiker und Dirigent († 1977)
- 01. August: Ina Lohr, niederländisch-schweizerisch Violinistin, Kirchenmusikerin, Komponistin, Musikpädagogin und Autorin († 1983)
- 03. August: Bernhard Schott, deutscher evangelisch-lutherischer Pfarrer und Lieddichter († 1988)
- 05. August: Bruno C. Schestak, sudetendeutscher Komponist und Dirigent († 1950)
- 06. August: Yves Dautun, französischer Komponist, Schriftsteller und Faschist († 1973)
- 07. August: Saburo Moroi, japanischer Komponist († 1977)
- 07. August: Maria Reining, österreichische Opernsängerin († 1991)
- 14. August: Jack Gardner, US-amerikanischer Jazzpianist († 1957)
- 17. August: Abram Chasins, US-amerikanischer Komponist, Pianist und Musikwissenschaftler († 1987)
- 24. August: Otto Miehler, deutscher Dirigent und Komponist († 1982)
- 24. August: Ede Zathureczky, ungarischer Geiger und Musikpädagoge († 1959)
- 26. August: Jimmy Rushing, US-amerikanischer Blues- und Jazzsänger († 1972)
- 28. August: Agustín Irusta, argentinischer Schauspieler, Tangosänger, -komponist und -dichter († 1987)
- 28. August: Rudolf Wagner-Régeny, deutscher Komponist rumänischer Herkunft († 1969)
- 03. September: Wiktor Brégy, polnischer Sänger, Opernregisseur und Musikpädagoge († 1976)
- 04. September: Alexander Alexandrowitsch Nikolajew, russischer klassischer Pianist, Musikpädagoge und Musikwissenschaftler († 1980)
- 07. September: Paul von Nyíri, ungarischer Sänger († 1981)
- 09. September: Josef Gregor, deutscher Volksliedpädagoge († 1987)

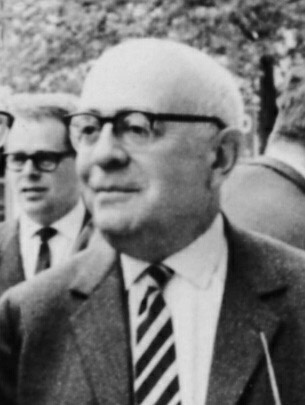
Theodor W. Adorno; * 11. September

- 11. September: Theodor W. Adorno, deutscher Soziologe, Musikwissenschaftler und Komponist († 1969)
- 15. September: Roy Acuff, Country-Sänger und Musik-Verleger († 1992)
- 16. September: Barrelhouse Buck McFarland, US-amerikanischer Blues- und Boogie-Woogie-Pianist, Sänger und Songwriter († 1962)
- 19. September: Herbert Trantow, deutscher Komponist und Dirigent († 1993)
- 20. September: Natallja Arsennewa, belarussische Lyrikerin, Dramatikerin, Librettistin und Übersetzerin († 1997)
- 21. September: Frederic W. Nielsen, deutscher Schriftsteller, Rezitator, Übersetzer und Librettist († 1996)
- 25. September: Alberto Vila, uruguayischer Tangosänger und Schauspieler († 1981)
- 26. September: René Hall, US-amerikanischer Jazz- und R&B-Gitarrist († 1988)
- 26. September: Frédérique Petrides, US-amerikanische Dirigentin belgischer Herkunft († 1983)
- 28. September: Gordon R. Glennan, US-amerikanischer Toningenieur († 1995)

### Oktober bis Dezember
- 01. Oktober: Marcel Wittrisch, deutscher Tenor († 1955)
- 04. Oktober: Ferruccio Vignanelli, italienischer Organist, Cembalist und Musikpädagoge († 1988)
- 08. Oktober: René Guillou, französischer Komponist († 1958)
- 09. Oktober: Heinrich Pflanzl, österreichischer Opernsänger (Bass) († 1978)
- 10. Oktober: Lee Blair, US-amerikanischer Jazz-Gitarrist und Banjospieler († 1966)
- 12. Oktober: Walter Jurmann, österreichischer Komponist († 1971)
- 14. Oktober: José Luccioni, französischer Operntenor († 1978)
- 16. Oktober: Big Joe Williams, US-amerikanischer Blues-Gitarrist, Sänger und Songschreiber († 1982)
- 19. Oktober: Vittorio Giannini, US-amerikanischer Komponist († 1966)
- 26. Oktober: Georg Karstädt, deutscher Musikwissenschaftler und Musikbibliothekar († 1990)
- 29. Oktober: Yvonne Georgi, deutsche Ballett-Tänzerin und Choreographin († 1975)
- 29. Oktober: Gotthold Ludwig Richter, deutscher Komponist († 2002)
- 30. Oktober: Carlos Marcucci, argentinischer Bandoneonist, Bandleader und Tangokomponist († 1957)
- 31. Oktober: Eric Ball, englischer Komponist und Dirigent († 1989)
- 01. November: Don Robey, US-amerikanischer Songschreiber und Musik-Produzent († 1975)
- 07. November: Ary Barroso, brasilianischer Komponist und Sänger († 1964)
- 07. November: Jesús María Sanromá, puerto-ricanischer Pianist und Musikpädagoge († 1984)
- 09. November: Carlo Hemmerling, Schweizer Komponist, Pianist und Organist († 1967)
- 13. November: Adhelma Falcón, argentinische Tangosängerin († 2003)
- 21. November: Günther Hellwig, deutscher Geigenbauer, Restaurator und Autor († 1985)
- 25. November: Ulrich Dähnert, deutscher Orgelforscher († 1999)
- 26. November: Alice Herz-Sommer, tschechisch-israelische Pianistin und Musikpädagogin († 2014)
- 26. November: Sebastián Piana, argentinischer Tangokomponist, Pianist und Musikpädagoge († 1994)
- 27. November: Heinrich Steiner, deutscher Pianist und Dirigent († 1982)
- 28. November: Tudor Ciortea, rumänischer Komponist († 1982)
- 29. November: Franco Autori, US-amerikanischer Dirigent († 1990)
- 30. November: Claude Arrieu, französische Komponistin († 1990)
- 05. Dezember: María Luisa Escobar, venezolanische Komponistin, Pianistin und Sängerin († 1985)

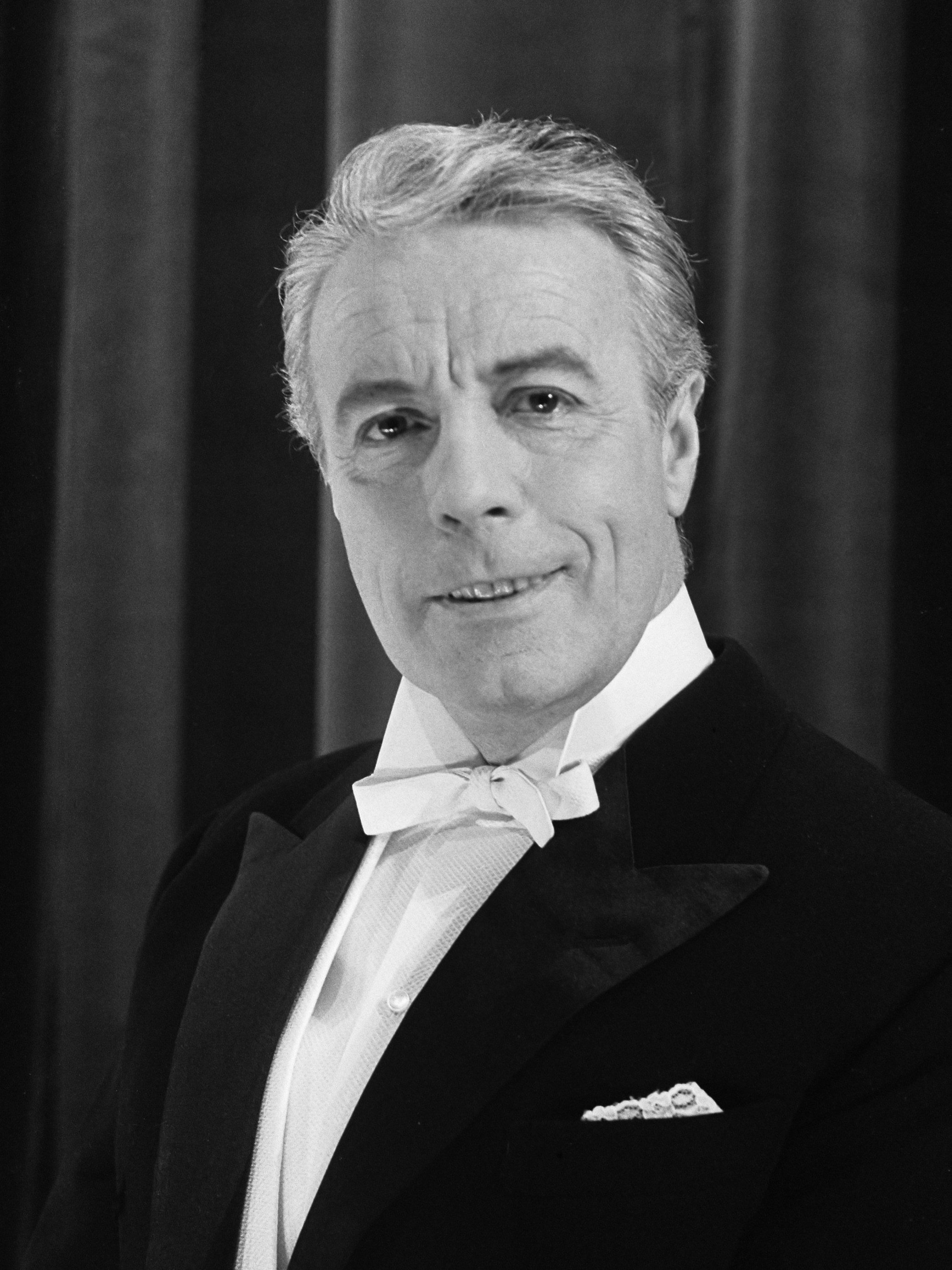
Johannes Heesters; * 5. Dezember

- 05. Dezember: Johannes Heesters, niederländisch-österreichischer Schauspieler und Sänger († 2011)
- 06. Dezember: Mykola Kolessa, ukrainischer Komponist, Dirigent und Pädagoge († 2006)
- 06. Dezember: Hans-Klaus Langer, deutscher Komponist († 1987)
- 09. Dezember: Zofia Adamska, polnische Cellistin und Musikpädagogin († 1988)
- 10. Dezember: Luis Humberto Salgado, ecuadorianischer Komponist († 1977)
- 10. Dezember: Sylvère Caffot, französischer Komponist († 1993)
- 10. Dezember: Winthrop Sargeant, US-amerikanischer Musikkritiker († 1986)
- 11. Dezember: Frédéric O’Brady, ungarischer Schauspieler und Sänger († 2003)
- 14. Dezember: Fernando Díaz, argentinischer Tangosänger († 1981)
- 22. Dezember: Rosette Anday, ungarische Mezzo-Sopranistin († 1977)
- 26. Dezember: Richard Dennis Oliver Austin, britischer Dirigent († 1989)
- 29. Dezember: Erhard Mauersberger, Organist, Musiklehrer und Chordirigent († 1982)

### Genaues Geburtsdatum unbekannt
- José Martí Llorca, argentinischer Violinist und Komponist († 1997)
- Joaquim Salvat i Sintes, katalanischer Komponist († 1938)
- Rivka Sturman, israelisch-palästinensische Tanzpädagogin und Choreographin († 2001)

## Gestorben

### Todesdatum gesichert
- 05. Februar: Alberto Giovannini, italienischer Komponist und Musikpädagoge (* 1842)

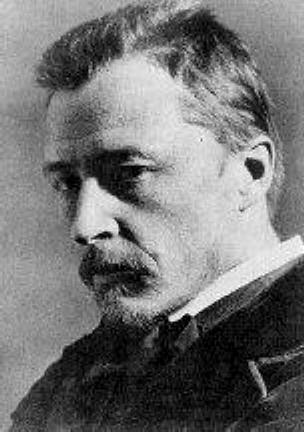
Hugo Wolf; † 22. Februar

- 22. Februar: Hugo Wolf, österreichischer Komponist (* 1860)
- 23. Februar: Friedrich Grützmacher, deutscher Komponist und Cellist (* 1832)
- 09. März: Bertha Weber, deutsche Opernsängerin und Hofschauspielerin (* 1835)
- 17. März: Carl Friedrich Wittmann, deutscher Schauspieler, Schriftsteller, Dramaturg und Intendant (* 1839)
- 21. März: Charles Labelle, kanadischer Komponist, Chorleiter, Dirigent und Musikpädagoge (* 1849)
- 25. März: Anna Schultzen von Asten, österreichische Sängerin (* 1848)
- 11. April: Anton Tausz, österreichischer Orgelbauer (* 1826)
- 23. April: Julius Siede, deutsch-australischer Komponist und Flötist (* 1825)
- 01. Mai: Luigi Arditi, italienischer Violinist und Komponist (* 1822)
- 07. Mai: Émile Durand, französischer Komponist und Musikpädagoge (* 1830)
- 15. Mai: Sophie Schloss, deutsche Sängerin (* 1822)
- 29. Mai: Alois Philipp Hellmann, österreichischer Apotheker, Journalist, Librettist und Schriftsteller (* 1841)
- 13. Juli: August Reißmann, deutscher Musikschriftsteller, Lexikograph und Komponist (* 1825)
- 03. September: Max Klingler, Schweizer Orgelbauer (* 1837)
- 04. September: Hermann Zumpe, deutscher Dirigent (* 1850)
- 06. September: Alban Lipp, deutscher Lehrer, Kirchenmusiker, Komponist und Herausgeber musikalischer Werke (* 1866)
- 18. September: Theodor Kirchner, deutscher Komponist, Dirigent, Organist und Pianist (* 1823)
- 28. September: Jesús de Monasterio, spanischer Geiger, Komponist, Dirigent und Musikpädagoge (* 1826)
- 29. September: Marie Geistinger, österreichische Schauspielerin und Sängerin (* 1836)
- 15. Oktober: Kaspar Schlimbach, fränkischer Orgelbauer (* 1820)
- 25. Oktober: Jelisaweta Sergejewna Schaschina, russische Pianistin und Komponistin (* 1805)

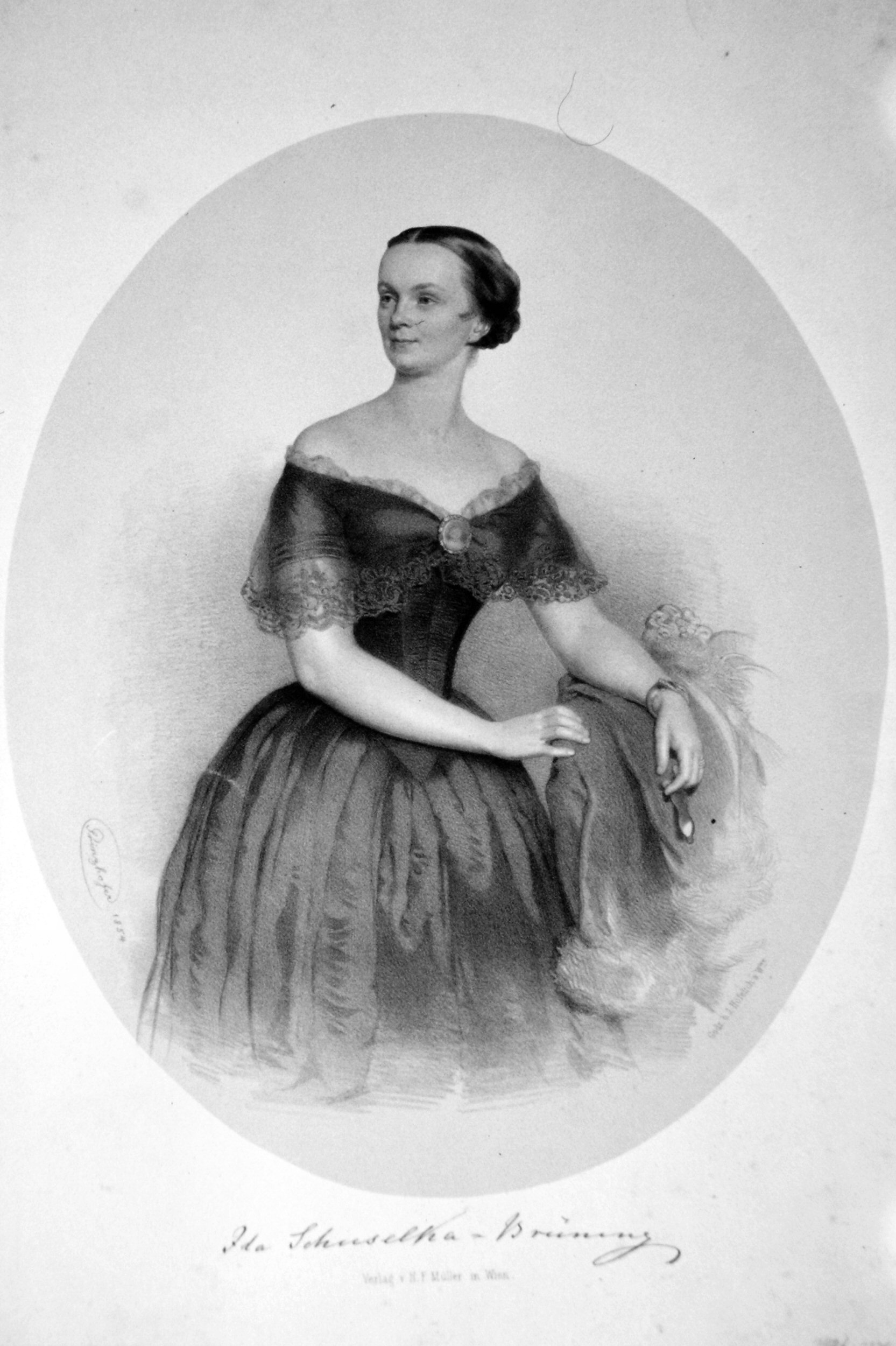
Ida Schuselka-Brüning; † 15. November

- 26. Oktober: Herbert Oakeley, britischer Organist und Komponist (* 1830)
- 28. Oktober: William Chaumet, französischer Komponist (* 1842)
- 11. November: Johann Georg Goldschmidt, königlich preußischer Musikdirektor und Leutnant (* 1823)
- 15. November: Ida Schuselka-Brüning, deutsche Sängerin, Schauspielerin, Theaterdirektorin und Übersetzerin (* 1817)
- 24. November: Josef Sittard, deutscher Musikpädagoge und Musikwissenschaftler (* 1846)
- 28. November: Jules Levy, britisch-US-amerikanischer Komponist und Kornettist (* 1838)
- 06. Dezember: Frederic Grant Gleason, US-amerikanischer Komponist, Musikpädagoge und -kritiker (* 1848)
- 08. Dezember: Gavriil Musicescu, rumänischer Komponist (* 1847)
- 16. Dezember: Paul d’Ivry, französischer Komponist (* 1829)
- 20. Dezember: Kornél Ábrányi, ungarischer Pianist, Schriftsteller, Musiktheoretiker, Komponist und Musiker (* 1822)

### Genaues Todesdatum unbekannt
- Edmond Dédé, US-amerikanischer Komponist und Geiger (* 1823)